# Елейн Руле
Елейн Руле (англ. Elain Roulet; нар. 5 жовтня 1930 — пом. 13 серпня 2020) — римо-католицька черниця та феміністка. Створила програми об'єднання ув'язнених матерів та їхніх дітей. Відіграла важливу роль у русі тюремних реформ та створила прецедент зв'язку ув'язнених матерів із їхніми немовлятами, який зараз використовують як модель у багатьох в'язницях США.

## Діяльність
Руле почала свою роботу з бажання навчити жінок, що відбували покарання у нью-йоркських в'язницях суворого режиму, читати. Протягом 10 років Елейн допомагала ув'язненим жінкам дізнатися, де знаходяться їхні діти, співпрацюючи з в'язницями та католицькими благодійними організаціями. Вона заснувала Providence House Inc., організацію, пов'язану з католицькими благодійними організаціями, яка керує сайтами, що пропонують притулок і допомогу жінкам і сім'ям, які постраждали від насильства, бездомним жінкам. Також вона допомагає знайти тимчасове житло для жінок, які нещодавно звільнилися з в'язниці.

## Дитячий центр в Бедфорд Гіллс
Елейн Руле ініціювала створення Дитячого центру в Виправному центрі Бедфорд Гіллс, унікальної програми, яка дозволяла матерям, чиї діти народилися у в'язниці, утримувати їх протягом року. Пізніше стала його директоркою.
Після відкриття центру інші чоловічі та жіночі в'язниці звернулися до сестри Руле за інформацією про те, як створити подібні програми, і незабаром він став національною моделлю для в'язниць щодо надання підтримки матерів та дітей, народжених у в'язницях. У виправній колонії Таконік для жінок було відкрито тюремні ясла. До 2011 року в Таконіку також існувала тюремна дитяча кімната; її через скорочення бюджету і низьку кількість матерів і немовлят[що?]

## Нагороди
У 1993 році сестра Елейн Руле включена до Національної зали слави жінок.

## Вшанування пам'яті
Документальний фільм 2011 року «Матері Бедфорда» розповідає про роботу сестри Елейн Руле.